# Charlotte Webb
Charlotte Elizabeth Webb MBE, genannt „Betty“, geb. Vine-Stevens (* 13. Mai 1923 in Shropshire; † 31. März 2025) war eine Britin, die während des Zweiten Weltkriegs im englischen Bletchley Park an der Entzifferung des deutschen Nachrichtenverkehrs mitwirkte. Sie zählte zu den Frauen in Bletchley Park, die in der dortigen Government Code and Cypher School (deutsch etwa: „Staatliche Code- und Chiffrenschule“) zum Bruch der deutschen Maschinenschlüssel beigetragen haben.

## Leben
Ihre Kindheit verbrachte sie in sehr einfachen Verhältnissen in Richard’s Castle im englischen Shropshire, unweit der Grenze zu Wales. Im Jahr 1937 wurde sie als Schülerin auf Betreiben ihrer Mutter im Rahmen eines Austauschprogramms für einige Zeit nach Deutschland geschickt. Dort lernte sie die deutschen Verhältnisse kennen und auch die deutsche Sprache, die sie bald gut beherrschte. Kaum zurück in England, begann mit dem deutschen Überfall auf Polen der Zweite Weltkrieg. Im Jahr 1941 trat sie dem Auxiliary Territorial Service (ATS) bei, der Frauenabteilung der britischen Armee.
Im Oktober 1941, sie war 18 Jahre alt, wurde sie nach London bestellt, um sich einem Vorstellungsgespräch für einen „mysteriösen Posten“ zu unterziehen. Offenbar waren Talent, Eifer und Sprachkenntnisse der jungen Frau nicht unbemerkt geblieben. Viele Jahre später erinnerte sie sich: „Mir wurde nicht gesagt, wozu das Interview diente“ (englisch “I wasn’t told what the interview was for”). Auch blieb ihr in Erinnerung, dass dieses Gespräch großteils auf Deutsch geführt worden war. Kurz danach wurde sie gebeten, mit dem Zug vom Londoner Bahnhof Euston Station ins knapp 70 km nordwestlich gelegene Bletchley zu reisen.

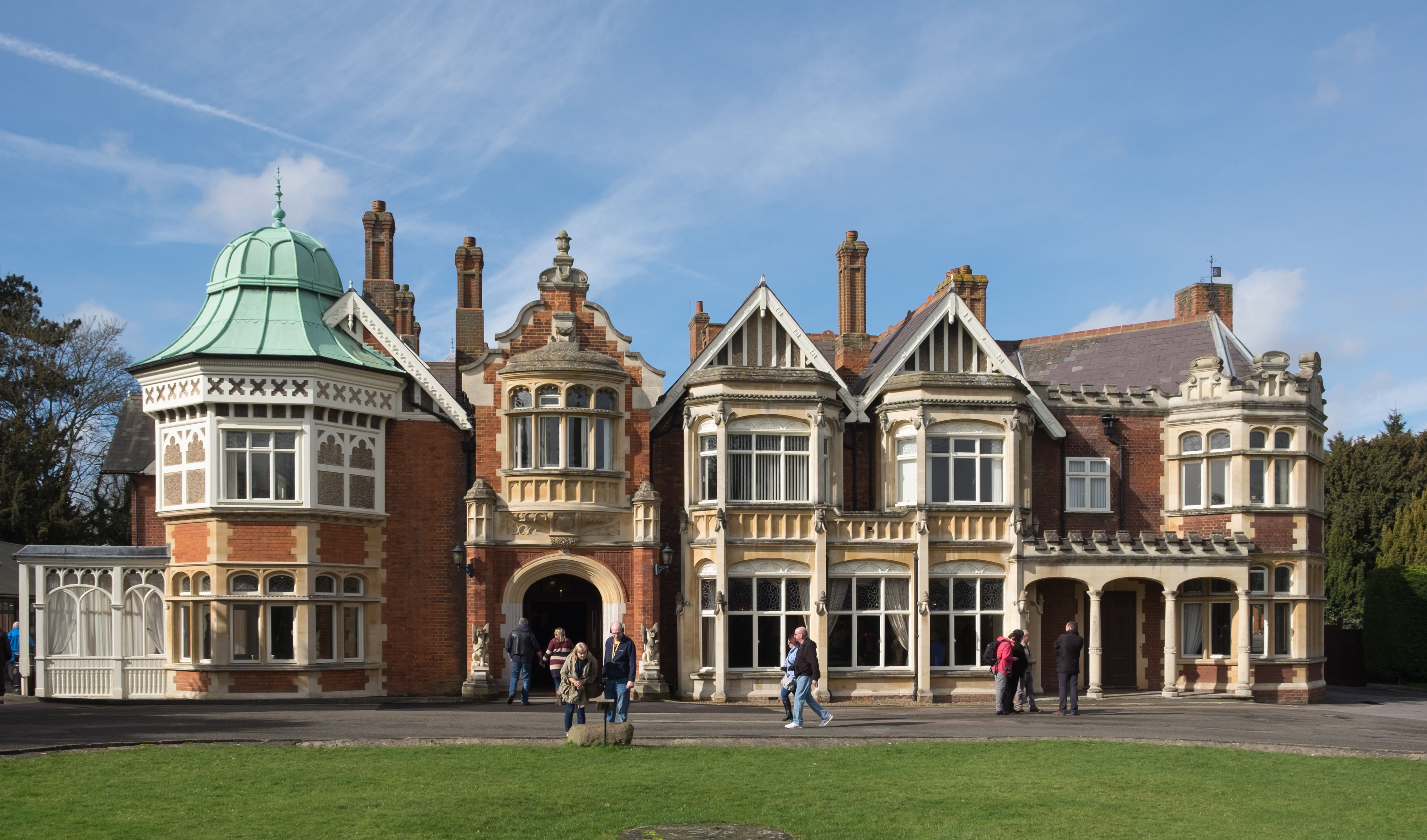
Das Herrenhaus von Bletchley Park war zwei Jahre lang ihr Arbeitsplatz (2017)

Dort angekommen, wurde sie im Bletchley Park House (Bild), allgemein als the Mansion bezeichnet, in ihre neue Aufgabe eingewiesen. Ohne die genauen Hintergründe zu kennen, nämlich die streng geheime Entzifferung des verschlüsselten Nachrichtenverkehrs der deutschen Wehrmacht, nahm sie ihre Arbeit auf. Sie wusste damals nicht, dass außer ihr noch tausende (später über zehntausend) weitere Menschen in Bletchley Park unter Geheimhaltung am selben Projekt arbeiteten. Die Mehrzahl davon waren junge Frauen wie sie. Alle hielten sich an das Schweigegebot. Dem Motto Loose lips sink ships folgend, plapperte niemand etwas aus.
Betty Vine-Stevens arbeitete von 1941 bis 1943 hauptsächlich in der Mansion für Major Ralph Tester, den Leiter der nach ihm bezeichneten Abteilung Testery, in der es um den fortgesetzten Bruch der deutschen Lorenz-Schlüsselmaschine ging. Danach war sie eine kurze Zeit lang in der Hut 4, in der die von der benachbarten Hut 8 entzifferten deutschen Marine-Enigma-Funksprüche entgegengenommen, übersetzt und militärisch-taktisch ausgewertet wurden.
In den letzten Kriegsjahren (1943–1945) befand sich ihr Arbeitsplatz im Block F von Bletchley Park. Dort bearbeitete sie bereits entzifferte und übersetzte japanische Funksprüche. Nach dem Kriegsende in Europa wurde sie von England in die Vereinigten Staaten ins Pentagon versetzt. Besonders in Erinnerung blieb ihr die abenteuerliche Reise über den Atlantik, die in einem Flugboot geschah und dreißig Stunden dauerte. Im September 1945 erlebte sie in der amerikanischen Hauptstadt Washington die Kapitulation Japans.
Bis 1969 diente sie im Women’s Royal Army Corps (WRAC). Am 18. Juli 1970 heiratete sie Alfred Webb, der 1978 starb. Sie blieb agil, vielseitig interessiert und geistig rege bis ins hohe Alter und nahm unter anderem regelmäßig an den monatlichen WRAC-Veteraninnentreffen teil. Darüber hinaus hielt sie eine Vielzahl von Vorträgen und trug so dazu bei, die Geschichte von Bletchley Park lebendig zu halten und einem breiteren Publikum zu vermitteln.
Im Jahr 2011 schrieb sie ihre Memoiren Secret Postings, von denen 2023, dem Jahr, in dem sie ihr hundertstes Lebensjahr vollendete, eine überarbeitete und erweiterte Neufassung unter dem Titel No More Secrets erschien. Darin enthüllte sie neue Details über ihre Arbeit und das Zusammenleben mit den anderen Menschen in Bletchley Park und im Pentagon.
Betty Webb wurde 101 Jahre alt. In einem Nachruf ehrte das Women’s Royal Army Corps sie als eine Frau, „die über Jahrzehnte Frauen in der Armee inspiriert hatte“ (englisch inspired women in the Army for decades).

## Ehrungen
Im Jahr 2015 wurde sie als Mitglied (Member) in den Order of the British Empire aufgenommen (MBE). Im Mai 2021 folgte die Aufnahme in die französische Ehrenlegion als Chevalier de la Légion d’Honneur.

## Schriften
- Secret Postings – Bletchley Park to the Pentagon. BookTower Publishing, 2014, ISBN 0-955-71647-0.
- No More Secrets – My part in codebreaking at Bletchley Park and the Pentagon. Mardle Books, 2023, ISBN 1-837-70021-4.